# Fabio Biondi

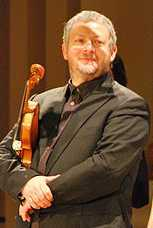
Fabio Biondi

Fabio Biondi (* 15. März 1961 in Palermo) ist ein italienischer Violinist, Dirigent und Gründer des Ensembles Europa Galante.

## Leben
Im Alter von 12 Jahren begann Biondi seine Laufbahn mit einem Konzertauftritt mit dem Sinfonieorchester der RAI. Mit 16 führte er im Wiener Musikverein die Violinkonzerte von Johann Sebastian Bach auf. Früh widmete er sich der historischen Aufführungspraxis und spielte auf der Barockvioline mit den Ensembles La Capella Reial de Catalunya unter Jordi Savall, Musica Antiqua Wien, dem Clemencic Consort, dem Seminario Musicale, der La Chapelle Royale unter Philippe Herreweghe und den Les Musiciens du Louvre unter Marc Minkowski.
1990 gründete Biondi das Ensemble Europa Galante, mit dem er zahlreiche Aufnahmen machte und das zu den führenden europäischen Barockensembles gehört. Seine umfangreiche Diskographie erschien bei den Labels Warner Classics, Virgin und Glossa, sie hat Biondi zahlreiche Auszeichnungen eingebracht, darunter den Diapason d’or de l’année und den Choc – Le Monde de la musique. Seine Aufnahme der Paganini-Sonaten für Violine und Gitarre wurde vom Gramophone Magazine und dem Chamber Choice des BBC Music Magazine als Editor’s Choice ausgezeichnet.
Von 2005 bis 2016 war Biondi künstlerischer Leiter für Barockmusik beim Stavanger Symphony Orchester. Er dirigierte das Orchestre Philharmonique de France, das Chicago Symphony Orchestra, das Mozarteumorchester Salzburg, das Mahler Chamber Orchestra, das Zürcher Kammerorchester und andere mehr. Von 2015 bis 2018 war er musikalischer Leiter am Palau de les Arts Reina Sofía in Valencia, unter seiner Leitung wurden Produktionen von Donizetti, Rossini, Haydn und zuletzt Verdis Il Corsaro aufgeführt.
Biondi spielt eine Andrea Guarneri zugeschriebene Geige von 1686, sowie eine weitere von Gennaro Gagliano (1766), die ihm von der Salvatore Cicero Stiftung in Palermo zur Verfügung gestellt wurde.

## Auszeichnungen
- 2011 wurde er in die Accademia Nazionale di Santa Cecilia aufgenommen.
- 2015 wurde ihm vom französischen Kultusminister das Offizierskreuz des Ordre des Arts et des Lettres verliehen.[1]